# L'Amour des hommes
Pour plus de détails, voir Fiche technique et Distribution.
L'Amour des hommes est un film franco-tunisien de Mehdi Ben Attia, sorti en 2017.

## Synopsis
Une jeune femme tunisienne, Amel, après la mort de son mari tué dans un accident, est encouragée par son beau-père Taïeb et décide de photographier des hommes inconnus croisés dans la rue, parfois dans un style érotique. Le film aborde la façon dont une femme tunisienne aux aspirations artistiques peut se trouver une place, malgré les blocages de la société tunisienne musulmane actuelle.

## Fiche technique
- Titre : L'Amour des hommes
- Réalisation : Mehdi Ben Attia
- Scénario : Mehdi Ben Attia et Martin Drouot
- Producteurs : David Mathieu-Mahias, Mani Mortazavi et Andrea Queralt
- Production : 4 à 4 Productions
- Éditeur : Raphaël Lefèvre
- Photographie : Antoine Parouty
- Musique : Karol Beffa
- Direction artistique : Raouf Hiloui
- Durée : 105 minutes
- Date de sortie : France - 28 février 2018

## Distribution
- Hafsia Herzi : Amel, jeune photographe[2]
- Raouf Ben Amor : Taïeb, le beau-père
- Haythem Achour : Sami, l'amant intellectuel d'Amel
- Sondos Belhassen : Souad, l'épouse de Taïeb
- Karim Aït M'Hand : Rabah, jeune plébéien photographié par Amel
- Oumayma Ben Hafsia : Kaouther, la bonne
- Nasreddine Ben Maati : Kaïs, jeune homme photographié par Amel et qui lui vole son argent
- Ghanem Zrelli
- Nawel Ben Kraiem : Lilia
- Samia Rhaiem
- Djaouida Vaughan
- Férid Boughedir : Moustapha
- Rochdi Belgasmi : Aïssa[1], le petit ami de Kaouther, photographié par Amel